# Tmarus minensis
Tmarus minensis là một loài nhện trong họ Thomisidae.
Loài này thuộc chi Tmarus. Tmarus minensis được Cândido Firmino de Mello-Leitão miêu tả năm 1929.